# Parerythrops lobiancoi
Parerythrops lobiancoi är en kräftdjursart som beskrevs av W. M. Tattersall 1909. Parerythrops lobiancoi ingår i släktet Parerythrops och familjen Mysidae. Inga underarter finns listade i Catalogue of Life.